# 卡特琳·齐默尔曼
卡特琳·齐默尔曼（德語：Kathrin Zimmermann，1966年12月22日—），德国女子游泳运动员，主攻仰泳。他曾代表东德参加1988年夏季奥林匹克运动会游泳比赛，获得女子200米仰泳银牌。